# Северни Борнео на Летњим олимпијским играма 1956.
Северни Борнео је први и једини пут на олимпијадама самостално учествовао на Летњим олимпијским играма одржаним у Мелбурну, Аустралија 1956. године. Ово су биле једине олимпијске игре на које је овај бивши британски протекторат слао своје спортисте, већ 1963. Северни Борнео је постао део Малезије и у оквиру нове државе спортисти са бившег Северног Борнеа су одлазили на олимпијске игре.

## Атлетика
Оба такмичара из Северног Борнеа су се такмичили у истој дисциплини, троскоку, али се ниједан није квалификовао за финални део такмичења.
| Атлетичар       | Дисциплина     | Квалификације | Квалификације | Финале               | Финале               |
| Атлетичар       | Дисциплина     | Резултат      | Позиција      | Резултат             | Позиција             |
| --------------- | -------------- | ------------- | ------------- | -------------------- | -------------------- |
| Габу ибн Пиџинг | Троскок, мушки | 14.55 m       | 24            | Није се квалификовао | Није се квалификовао |
| Сим ибн Дау     | Троскок, мушки | 14.09 m       | 28            | Није се квалификовао | Није се квалификовао |